# Speleophria mestrovi
Speleophria mestrovi is een eenoogkreeftjessoort uit de familie van de Speleophriidae. De wetenschappelijke naam van de soort is voor het eerst geldig gepubliceerd in 2008 door Krisnic.